# خوشم میاد (ترانه انریکه ایگلسیاس)
«خوشم میاد» تک‌آهنگی از هنرمند اهل اسپانیا انریکه ایگلسیاس، پیت‌بول است که در ۳ مه ۲۰۱۰ منتشر شد. این تک‌آهنگ در آلبوم خوشحالی (آلبوم) قرار داشت.
این تک‌آهنگ در چارت‌های ، اتریش در رتبه اول و در چارت‌های والونیا، اسکاتلند، ایرلند، نروژ، استرالیا، اسپانیا، دانمارک، لهستان، فنلاند، فلاندرز، سوئیس، نیوزلند، بریتانیا، جزو ده ترانه اول قرار گرفت.